# Karl Wolfsgruber
Karl Wolfsgruber (* 2. Juni 1917 in Percha, Südtirol; † 20. Oktober 2009 in Brixen) war ein römisch-katholischer Geistlicher, Denkmalpfleger und Hochschullehrer.

## Leben
Karl Wolfgruber wurde in Percha geboren und wuchs in Innichen auf, wo er die Grundschule besuchte. Er besuchte das bischöfliche Knabenseminar Vinzentinum und das Priesterseminar in Brixen. Am 22. Juni 1940 entschied er sich im Rahmen der Südtiroler Option – so wie Brixens Bischof Johannes Geisler – für die Abwanderung in das Dritte Reich. Am 29. Juni 1941 empfing er in Brixen die Priesterweihe. Er war zunächst als Kooperator in Welsberg im Pustertal tätig. 
Ab 1945 studierte Wolfgruber Geschichte an der Universität Wien. 1947 wurde er dort mit einer Dissertation über das Brixner Domkapitel promoviert. Bis 1950 war er Präfekt am bischöflichen Konvikt Cassianeum in Brixen. Von 1947 bis 1998 war er Diözesanarchivar. Von 1957 bis zu seiner Emeritierung 1998 war er Kanonikus am Brixner Dom und von 1967 bis 1975 Domdekan. Von 1959 bis 1973 war Karl Wolfsgruber Professor im Vinzentinum und der Philosophisch-Theologischen Hochschule Brixen.
Von 1965 bis 1971 war Wolfsgruber Schriftleiter der Monatszeitschrift Der Schlern. Von 1975 bis 1992 war er Dompropst in Brixen.
Überregionale Anerkennung erhielt er für sein Engagement als erster Landeskonservator in Südtirol und Gründungsdirektor des Landesdenkmalamtes (von 1973 bis 1982) sowie als Direktor des Diözesanmuseums Brixen (von 1989 bis 1998). Karl Wolfsgruber wurde als „Vater der Denkmalpflege in Südtirol“ bezeichnet.

## Ehrungen
1963 wurde ihm das Ehrenzeichen des Landes Tirol verliehen, 1971 der Walther-von-der-Vogelweide-Preis und die Ehrendoktorwürde der Universität Innsbruck. Er wurde 1987 mit der Ehrenbürgerwürde der Stadt Brixen und 1989 mit der Ehrenbürgerwürde von Welsberg geehrt. 1989 erhielt Wolfsgruber das Ehrenkreuz der Republik Österreich für Wissenschaft und Kunst.
Außerdem war Wolfsgruber Ehrenbürger von Innichen.

## Schriften
- Das Brixner Domkapitel in seiner persönlichen Zusammensetzung in der Neuzeit, 1500–1803 (= Schlern-Schriften. Band 80). Innsbruck: Wagner 1951.[7]
- Die ältesten Urbare des Benediktinerinnenstiftes Sonnenburg im Pustertal (= Österreichische Urbare. Abt. 3: Urbare geistlicher Herrschaften 5: Die mittelalterlichen Stiftsurbare des Bistums Brixen, Tl. 1). Wien: Böhlau 1968.
- Dom und Kreuzgang von Brixen. Bozen: Athesia 1988.
- Il duomo e il chiostro di Bressanone. Bozen: Athesia 1989.
- Krippen in der Brixner Hofburg. Bozen: Athesia 1990.
- Schloss Velthurns. Bozen: Landesdenkmalamt 1993.